# Sachli Gholamalizad
Sachli Gholamalizad (Iran, 25 februari 1982) is een Belgisch-Iraanse actrice en theatermaakster.

## Levensloop
Gholamalizad studeerde Dramatische Kunsten aan het RITS te Brussel en is in Vlaanderen actief in televisieseries, film en theater. In Parijs volgde ze een jaar Method Acting bij Jack Waltzer (lifetime member of the Actors Studio).
Naast enkele kleine gastrollen in onder meer de misdaadseries Witse en Aspe vertolkte Gholamalizad een van de hoofdrollen in de VTM-serie Dag en Nacht, Hotel Eburon en ook een hoofdrol in de VTM-telenovelle Ella. Verder speelde ze mee in de film De helaasheid der dingen uit 2009.
Bij het gezelschap Theater Zuidpool speelde ze de voorstelling Hooglied, samen met Paul Wuyts. In november 2013 ging ze in première met haar eerste solovoorstelling A Reason to Talk, waarvoor ze op Theater Aan Zee in 2014 de Circuit X-prijs in ontvangst mocht nemen. In 2014 speelde ze in de voorstelling Scarlatti van Franz Marijnen. Gholamalizad werd in 2015 gecast voor De Bunker, een fictiereeks (van Eyeworks) over de wereld van de staatsveiligheid.

## Film
- 2023 - The Persian Version
- 2009 - De helaasheid der dingen - Mehti

## Televisie

### Hoofdrollen
- 2023 - Exen: Nilou
- 2021 - Lockdown Nada (aflevering 4, verhaal 'Claude M')
- 2017-heden - Loslopend wild
- 2016 - Vlucht HS13: Leyla Melakki-Farinaz
- 2015 & 2022 - De Bunker (televisieserie): Farah Tehrani
- 2012 - Bergica: Fluitfixer
- 2010–2011 - Ella (televisieserie): Yasmine Fahadir
- 2009 - Dag & Nacht: Hotel Eburon: Maryam Jebara

### Gastrollen
- 2006 - Witse: Sylvia Zygalskova
- 2006 - Aspe (televisieserie): Dolores Perrera
- De twaalf (2019) - Wetsdokter Cleo Mahieu
- 2020-2021 - Red Light (televisieserie): Therapeut

## Theater
- 2019 - Let us believe in the beginning of the cold season (KVS)
- 2016 - (Not) My Paradise (KVS, Vooruit, Brakke Grond)
- 2013-2016 - A Reason to Talk
- 2014 - Scarlatti (Franz Marijnen)
- 2013 - Knuffelbunny (Luxemburg)
- 2013 - Wie niet gezien is, is weg (Sarah Baur)
- 2011 - Stemmen uit de chaos (Moussem)
- 2011 - ICI (Mehdi Faradjpour, Orion Theatre)
- 2006 - Hooglied (Theater Zuidpool)

## Videoclips
- 2012 - Suspicion (Dez Mona)
- 2009 - Not the Streets (Amaryllis)
- 2007 - What We Talk About, When We Talk About Love (dEUS)

- MusicBrainz: 8528a717-383b-4e4e-8e49-b26190a5cb49